# Heinkel He 280
Heinkel He 280 là một loại máy bay chiến đấu phản lực do Robert Lusser thiết kế và hãng Heinkel chế tạo dành cho Không quân Đức vào những năm 1940-1943. Nó là một trong những máy bay tiêm kích phản lực đầu tiên trên thế giới và là một bản nâng cấp từ chiếc He 176 và mẫu thử He 178. Vì một số yếu tố kỹ thuật và chính trị, Heinkel He 280 đã bị giới lãnh đạo quân sự Đức bỏ qua để chọn Messerschmitt Me 262 cùng thời. Chỉ có 9 chiếc He 280 được chế tạo và không chiếc nào trong số đó được đưa vào sử dụng.

## Tính năng kỹ chiến thuật (He 280 V3)

### Đặc điểm riêng
- Tổ lái: 1
- Chiều dài: 10,40 m (34 ft 1 in)
- Sải cánh: 12,20 m (40 ft)
- Chiều cao: 3,06 m (10 ft)
- Diện tích cánh: 21,5 m² (233 ft²)
- Trọng lượng rỗng: 3.215 kg (7.073 lb)
- Trọng lượng cất cánh: 4.280 kg (9.416 lb)
- Trọng lượng cất cánh tối đa: 4.300 kg (9.470 lb)
- Động cơ: 2 động cơ phản lực Heinkel HeS 8, lực đẩy 5,9 kN (1.320 lbf) mỗi chiếc

### Hiệu suất bay
- Vận tốc cực đại: 820 km/h (512 mph)
- Tầm bay: 370 km (230 mi)
- Trần bay: 10.000 m (32.000 ft)
- Vận tốc lên cao: 1.145 m/phút (3.756 ft/ phút)

### Vũ khí
- 3 pháo MG 151/20 20 mm